# 水原希子
水原 希子（みずはら きこ、1990年10月15日 - ）は、主に日本で活動するファッションモデル、女優。本名は、オードリー・希子・ダニエル。アメリカ合衆国テキサス州ダラス生まれ、兵庫県神戸市育ち。妹はモデルの水原佑果。

## 来歴

### 生い立ち
1990年、アメリカ合衆国テキサス州ダラスでアメリカ人の父と日本生まれの韓国人の母との間に出生、2才の時に家族とともに神戸市に移住した。11歳の時に両親が離婚。母親に引き取られた。自身の国籍については、2012年にアメリカ国籍であると明かしている。
妹は「水原佑果」名義でモデルとして活動している。

### 芸能活動

#### モデル
2003年、女子中高生向けファッション雑誌『SEVENTEEN』のオーディションで「ミスセブンティーン2003」に選ばれ、同誌専属モデルとなる。3年ほど神戸から東京に通っていたが、当時は反抗期でマネージャーもいなかったため仕事が終わったあとは遊んでいたところ、モデルを続けることができなくなったという。一旦モデル業を休止するも、16歳の時に単身で上京。事務所に所属し、2007年からファッション雑誌『ViVi』の専属モデルとして活動する。
2010年、美容雑誌『MAQUIA』の専属モデル契約を結んだ。2015年には『25ans』の同年6月号からカバーキャラクターを務めている。
本人の発言に拠ると、18歳の時に「海外のファッション雑誌に出たい」と思い立ち、韓国系アメリカ人の同胞を頼ってパリに2週間滞在する。パリの街中で現地のスカウトマンに声をかけられて、モデルエージェンシーを10箇所ほど回った。ほとんどは、彼女がモデルとして低身長な上にアジア人であるという理由から雇い入れてもらえなかったが、2つのエージェンシーから良い返事をもらえた。しかし、そこでも低身長が理由で思うように仕事が決まらなかったため、日本に帰ってきた。

#### 女優
2009年、映画『ノルウェイの森』（2010年公開）の主人公の恋人役に抜擢され、女優デビューした。
以後、映画『ヘルタースケルター』、『I'M FLASH!』などに出演している。
2013年、NHK大河ドラマ『八重の桜』でテレビドラマに初出演。
2014年、『失恋ショコラティエ』でフジテレビ系列の連続ドラマ初出演となった。
2015年公開の実写版『進撃の巨人』でアクション演技に初挑戦した。

## 人物
- アメリカンスクールに1年間通った後、地元神戸市須磨区の中学校へ転校した[14][15]。
- 中学1年の頃はカヌー部に所属。「中学生の頃には仕事を始めていたため学校を休みがちになっていた。両親が離婚したこともあり自分が働くことを優先していたため、友達とも距離が離れてしまい、学校そのものに苦手意識があった。学校に行くのが本当に嫌で怖くて遠ざかっていた」とテレビ番組『BACK TO SCHOOL!』で手紙を読んでいる[16]。
- 実父が米国人であるが「昔から英語に苦労した」と語る[17]。
- 母方の祖母は長崎県在住。水原の母、妹の水原佑果と共にテレビ番組『A-Studio』で登場。祖母は長崎から来たと紹介される[18]。
- 細野晴臣の大ファンで、妹の佑果と共に細野晴臣のアジアツアーの追っかけをし、ロンドン公演にもついて行った際に細野から声をかけられ、その後細野と仕事で共演するようになった[19]。
- 2025年2月3日、ロサンゼルス近郊で発生した大規模な山火事で自宅が全焼したことをSNSで公表した[20]。

## モデル活動

### 雑誌
- 専属誌
  - Seventeen（集英社）元専属モデル
  - ViVi（講談社）元専属モデル
  - MAQUIA（集英社、2010年11月号–2012年10月号）元専属モデル
- 雑誌表紙
  - MAQUIA（2012年4月号、2011年3月号、4月号、8月号、2010年11月号、12月号）
  - NYLON JAPAN（2012年2月号、6月号、2011年1月号、2月号、6月号、8月号、2010年12月号）
  - Gina (2012年 vol.5)
  - Zipper（2012年8月号）
  - GISELe（2012年5月号）
  - SPUR(2012 1月号)
  - VOGUE girl（2011年 No.2、2012年No.3）
  - FRaU(2011年6月号)
  - SHUTTER magazine(2011年12月号)
  - SWAK（2011年 夏号）
  - 装苑（2011年1月号、11月号）
  - FUDGE Sis（2011年11月号）
  - JILL(2011年9月号)
  - 25ansウエディング（2011年2012号）
  - yoga JOURNAL(vol.18)
  - La Donna harajuku（vol.5 SUMMER）
  - Laforet HARAJUKU 2010A/W
  - ヘアPS（2010年9月号）
  - ViVi（2009年7月号）
- 雑誌
  - MAQUIA (集英社) 元専属モデル
  - Seventeen (集英社) 元専属モデル
  - ViVi (講談社、2007年7月–) 元専属モデル
  - NYLON JAPAN (トランスメディア)
  - 装苑 (文化出版)
  - sweet (宝島社)
  - mini (宝島社)
  - JILLE (双葉社)
  - PS (小学館)
  - FUDGE Sis（三栄書房）
  - with (講談社)
  - MORE (集英社)
  - ar (主婦と生活社)
  - VoCE (講談社)
  - 美的 (小学館)
  - GINGER (幻冬舎)
  - SPUR・SPUR pink （集英社）
  - FIGARO(阪急コミュニケーション)
  - WWD JAPAN （INFASパブリケーションズ）
  - Grazia (講談社)
  - VOGUE JAPAN・VOGUE girl（コンデナスト・ジャパン）
  - Look!s (スタイライフ)
  - SHEL'TTER (BAROQUE JAPAN LIMITED)
  - ELLE GIRL・ELLE JAPON (ハースト婦人画報社)
  - M girl・SWAK(マトイパブリッシング)
  - GLAMOROUS (講談社)
  - FRaU (講談社)
  - Victor magazine (創刊号)
  - Numéro TOKYO (扶桑社)
  - pen (阪急コミュニケーションズ)
  - GINZA（マガジンハウス）
  - シアターカルチャーマガジンT.（角川メディアハウス）
  - CHINEMA GIRLS（双葉社）
  - An0ther Magazine（海外誌）
  - V magazine（海外誌）
  - VOGUE 台湾（海外誌）

### 広告
- VIVIENNE TAM(2012年-広告)
- Spiral Girl (2009S/S ~ 2010A/W 広告・カタログ)
- MURUA (2010S/S カタログ)
- VOLCOM JAPAN (2009S/S カタログ)
- NIKE SPORTS STYLE (2009 S/S カタログ)
- RODEO CROWNS (2009S/S 広告・カタログ)
- LITIRA (2009S/S カタログ)
- MILK FED. (2009HOLIDAY COLLECTION カタログ)
- Heather (2008A/W 広告・カタログ)
- inpaichthys kerri (2008A/W 2009S/S カタログ)
- SUA (2009S/S 広告・カタログ)
- Vence (2009年 広告・カタログ)
- Hyypia (2007年9月– )

### カタログ
- haco.（フェリシモ、2009年春号）
- A.P.C. Automne / Hiver 2011-12（宝島社、2010年）

### イベント
- VOGUEファッションウィーク
- 東京コレクション
- 神戸コレクション
- 東京ガールズコレクション
- 福岡LOVEコレクション
- VIVI NIGHT

## 女優活動

### 映画
- ノルウェイの森（2010年） - 小林緑 役
- ヘルタースケルター（2012年） - 吉川こずえ 役
- I'M FLASH!（2012年） - 流美 役
- プラチナデータ（2013年） - 蓼科早樹 役
- トリック劇場版 ラストステージ（2013年） - ボノイズンミ 役
- 進撃の巨人（2015年）[21] - ミカサ 役[22]
- 信長協奏曲（2016年） - 市 役[23]
- 高台家の人々（2016年） - 高台茂子 役[24]
- ブルーハーツが聴こえる「ジョウネツノバラ」（2017年）
- 奥田民生になりたいボーイと出会う男すべて狂わせるガール（2017年） - 天海あかり 役[25]
- あのこは貴族（2021年） - 時岡美紀 役[26]
- アネット (2021年) - ヘンリーを告発する女性 役
- 徒花-ADABANA-（2024年） - まほろ 役[27]

### テレビドラマ
- 八重の桜（2013年、大河ドラマ） - 山川捨松 役
- 失恋ショコラティエ（2014年1月 - 3月、フジテレビ） - 加藤えれな 役
- キャビンアテンダント刑事〜ニューヨーク殺人事件〜（2014年7月7日、フジテレビ） - 木元亜佳里 役
- 信長協奏曲（2014年11月 - 12月、フジテレビ） - 市 役
- 心がポキッとね（2015年4月 - 6月、フジテレビ） - 葉山みやこ 役
- 家族ノカタチ（2016年1月 - 3月、TBS） - 田中莉奈 役[28]
- 嘘の戦争（2017年1月 - 3月、関西テレビ） - 十倉ハルカ 役
- グッドワイフ（2019年1月13日 - 3月17日、TBS） - 円香みちる 役[29]
- FM999 999WOMEN'S SONGS 第9話（2021年5月、WOWOWオンデマンド・WOWOWプライム） - 卵を産む女 役
- 星新一の不思議な不思議な短編ドラマ『ボッコちゃん』（2022年4月5日、NHK BS4K・BSプレミアム）- 主演・ボッコちゃん 役[30][31]

### ウェブドラマ
- ブラを捨て旅に出よう～水原希子の世界一周ひとり旅～（2020年1月、Hulu）
- FOLLOWERS（2020年2月27日、Netflix）
- リモートな恋（2020年6月8日 - 6月14日、TikTok）[32]
- 彼女（2021年4月公開、Netflix） - 主演・永澤レイ 役（さとうほなみとのダブル主演）[33]

### テレビアニメ
- ONE PIECE 〜ハートオブゴールド〜（2016年7月16日、フジテレビ） - ナオミ・ドランク 役

### バラエティ・その他
- とんねるずのみなさんのおかげでした（2014年1月23日、2015年4月16日）
- 志村&鶴瓶のあぶない交遊録（2015年1月2日）
- 細野晴臣イエローマジックショー2（2019年1月1日、NHK BS4K／1月2日、NHK BSプレミアム）[34]
- クィア・アイ in Japan （Netflixオリジナル作品）
- ザ・ベストワン (2020年3月15日、TBS) - MC[35][36]
- The Covers（2021年4月4日 - 、NHK BSプレミアム） - 司会
- キコキカク（2021年4月23日 - 、Amazon Prime Video） - 企画、出演、監修
- ザ・マスクド・シンガー（2021年9月3日 - 、Amazon Prime Video） - パネリスト[37]
- ハロー！生理　世界で聞いた5つのストーリー（2021年11月3日、NHK総合） - 司会
- コズミックフロント『地球科学者の先駆け　猿橋勝子』（2021年12月16日、NHK BSプレミアム・BS4K）- 猿橋勝子 役（再現ドラマ）

### CM
- スカイネットアジア航空（2008年6月 - ？月※九州地区限定）
- AEON（2008年5月 - 8月）
- NTTドコモ F-08A（2009年6月 - 9月）
- UNIQLO（2010年10月 - ）
  - 「フリース」（2010年8月 - 2011年2月）
  - 「ブラトップ」（2011年2月 - 8月）
  - 「ウルトラライトダウン」（2012年11月 - ）
  - 「ヒートテック」（2012年11月 - ）
- インテル（2011年3月 - 9月）
- 資生堂
  - 「ザ・コラーゲン」（2011年 - 2013年）
  - TSUBAKI（2011年 - 2014年）
  - MAQuillAGE（2014年1月 - ）
- Zoff（2011年 - ）
- ハンゲーム（2011年7月 - 2012年7月）
- UNITED ARROWS
  - 「TRENCH TRIP」（2012年3月2日 - 5月）
- ポッカ「じっくりコトコト　こんがりパン」（2012年9月 - ）
- HUAWEI docomo with series Ascend HW-01E（2012年10月 - ）
- ハーゲンダッツ（2013年3月 - ）
- 日清食品「カップヌードルライト」（2013年6月 - ）
- スズキ「ワゴンRスティングレー」（2014年8月 - ）
- 森永製菓「DARS」（2014年10月 - ）
- パナソニック「Panasonic Beauty」
- サントリースピリッツ「The O.N.E.」（2015年3月 - ）
- ルクア&ルクア1100（2016年3月 - ）
- 日清食品「日清焼そばU.F.O.」（2016年3月 - ）[38]
- エドウイン「エドウイン COOL」（2016年）[39]
- NOVA（2017年）[40]
- ワコール「リボンブラ」（2019年）[41]
- auじぶん銀行 2021年度イメージキャラクター
- マース ジャパン「BE-KIND®（ビーカインド）」（2021年5月 - ）[42]
- CocochiCosme（2021年11月26日 - ）[43]

### PV
- 松任谷由実「I Love You」
- ケツメイシ「LOVE LOVE Summer」
- ファレル・ウィリアムス「ハッピー」
- ザ・ウィークエンド「I Feel It Coming (featuring Daft Punk)」
- OKAMOTO'S「Dancing Boy」（2019年）[44]

## 作品

### 音楽

#### 楽曲参加
- “The Burning Plain” featuring 高橋幸宏 & 水原希子（テイ・トウワ『SUNNY』収録）
- 「NO WAY」（m-flo『NEVEN』収録）

## 書籍
- KIKO（2010年12月22日、講談社）ISBN 978-4062166980
- girl 水原希子×蜷川実花（2010年4月20日、講談社）
- 夢の続き Dream Blue 水原希子・茂木モニカ（2021年4月15日、PARCO出版）